# Complexo do Tapajós

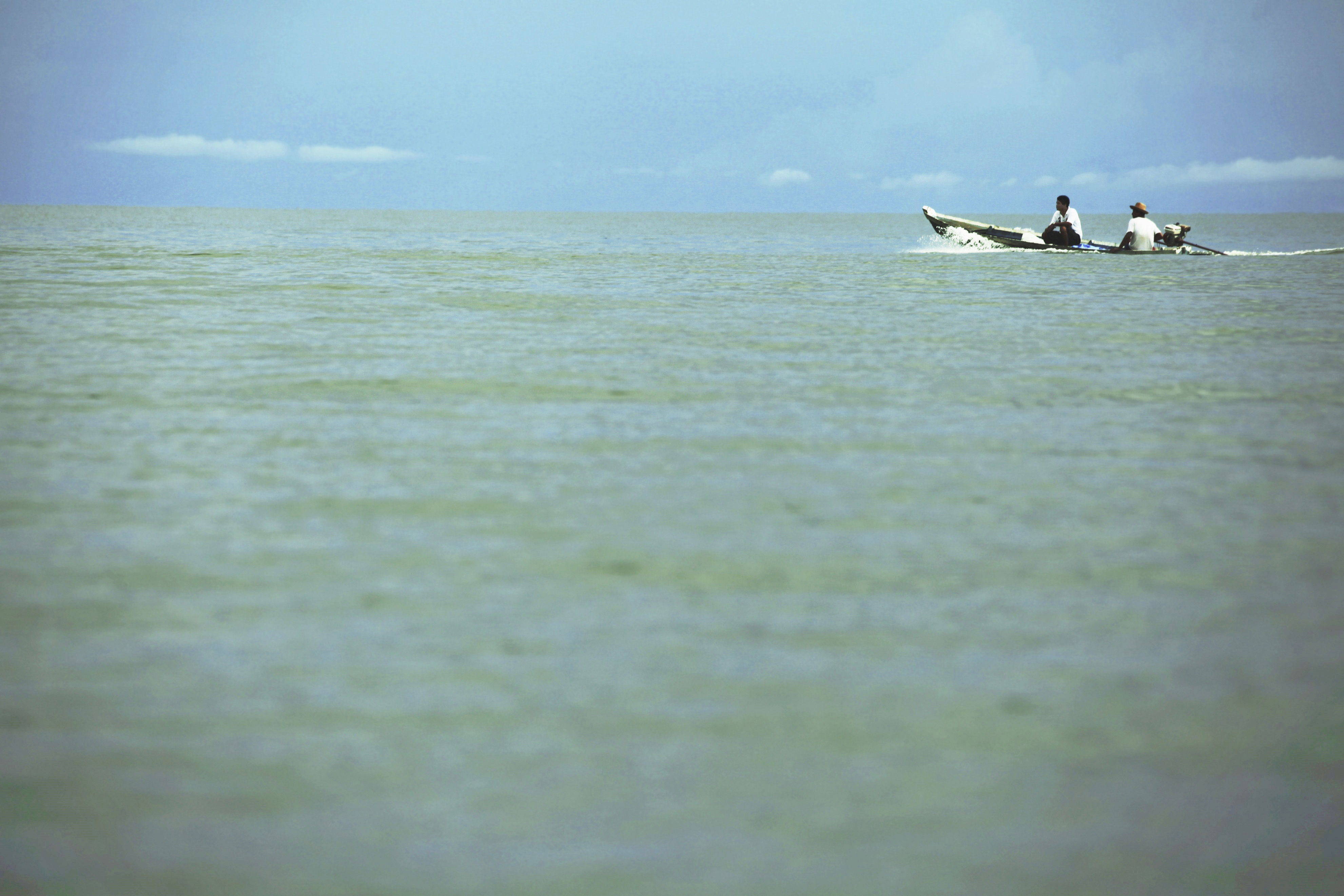
Pelas margens de Alter do Chão (Santarém/PA), o Rio Tapajós.

O Complexo do Tapajós é um complexo hidrelétrico composto por 5 usinas a serem construídas no Rio Tapajós, no Pará. É composto pelas seguintes usinas: UHE São Luiz do Tapajós, UHE Jatobá, UHE Jamanxim, UHE Cachoeira do Caí, UHE Cachoeira dos Patos. As obras devem durar cerca de 5 anos. Após a conclusão, terá a potência instalada de 10.682 MW.
A conclusão dos estudos de impacto ambiental das duas primeiras UHEs estava prevista para dezembro de 2013. Os levantamentos, suspensos desde junho de 2013, quando índios mundurucus fizeram reféns três biólogos que trabalhavam na área, foram retomados em agosto de 2013, após negociações do governo brasileiro com as lideranças indígenas, que cobravam participação nas decisões, com base na convenção 169 da OIT.